# Ole Nafstad
Ole Sverre Nafstad (* 20. Februar 1946 in Bærum) ist ein ehemaliger norwegischer Ruderer, der 1976 eine olympische Silbermedaille gewann.

## Sportliche Karriere
Der 1,93 m große Ole Nafstad vom Bærum Roklub gewann seine erste internationale Medaille bei den Europameisterschaften 1971 in Kopenhagen. Zusammen mit Svein Nielsen, Kjell Sverre Johansen und Tom Amundsen erreichte er im Vierer ohne Steuermann das Ziel mit fast drei Sekunden Rückstand auf das Boot aus der DDR, aber zweieinhalb Sekunden vor dem drittplatzierten Vierer aus der Bundesrepublik Deutschland.
Im Jahr darauf trat der Vierer bei den Olympischen Spielen 1972 in München in der gleichen Besetzung wie im Vorjahr an. Im ersten Vorlauf belegte das Boot den zweiten Platz hinter den Rumänen. Da nur die vier Vorlaufsieger direkt ins Halbfinale kamen, mussten die Norweger in den Hoffnungslauf und schieden als Dritte hinter den Italienern und den Bulgaren aus.
1973 bei den Europameisterschaften in Moskau bestand der norwegische Vierer aus Rolf Andreassen, Arne Bergodd, Odd Sørum und Ole Nafstad. Hinter dem Boot aus der DDR gewann das Boot aus der Sowjetunion Silber, eine Sekunde dahinter ruderten die Norweger zu Bronze.
Bei den Olympischen Spielen 1976 in Montreal traten Rolf Andreassen, Arne Bergodd, Finn Tveter und Ole Nafstad im Vierer an. Im dritten Vorlauf gewann das Boot aus der DDR vor dem Boot aus der Sowjetunion und den Neuseeländern, diese drei Boote erreichten direkt das Halbfinale. Die viertplatzierten Norweger mussten in den Hoffnungslauf, den sie hauchdünn vor den Kanadiern gewannen. Im ersten Halbfinale qualifizierten sich die Boote aus der DDR, aus Kanada und aus Neuseeland für das Finale, das zweite Halbfinale gewannen die Norweger vor den Booten aus der Sowjetunion und aus der Bundesrepublik Deutschland. Im Finale siegte das Boot aus der DDR mit fast vier Sekunden Vorsprung auf die Norweger, dahinter erreichte mit etwa einer Sekunde Rückstand das Boot aus der UdSSR vor den Neuseeländern das Ziel.